# Pontnewydd
Pontnewydd är en community i Storbritannien.   Den ligger i kommunen Torfaen och riksdelen Wales, i den södra delen av landet, 200 km väster om huvudstaden London.
Pontnewydd ligger i den norra delen av staden Cwmbran.